# Kidō Senshi Zeta Gundam
Mobile Suit Zeta Gundam (jap. 機動戦士Ζガンダム Kidō Senshi Zēta Gandamu) – japoński serial anime, stworzony przez studio Sunrise pod kierownictwem Yoshiyukiego Tomino. Jest drugim serialem z uniwersum Gundam, a także bezpośrednią kontynuacją oryginalnej serii z 1979 roku. Kreskówka pierwszy raz była emitowana na kanale Nagoya Broadcasting Network od 2 marca 1985 do 22 lutego 1986, liczyła 50 odcinków. Bezpośrednią kontynuacją Zeta Gundam jest Kidō Senshi Gundam ZZ.
W przeciwieństwie do swego poprzednika, Zeta Gundam już w czasie pierwszej emisji została w Japonii okrzyknięta hitem. Wielu seiyū uczestniczących w jej produkcji jest zaliczanych do najpopularniejszych aktorów głosowych w kraju. Sukces w Japonii spowodował emisję serialu za granicą, między innymi w USA.

## Fabuła
Akcja serialu toczy się w latach 0087-0088 kalendarza UC, prawie 7 lat po zakończeniu Wojny Jednorocznej. Po wygranej Federacji Ziemskiej nad Syjonem wśród jej elit zaczęła powstawać klika zwana Tytanami, która objęła całkowitą władzę nad Federacją i nadużywała swej władzy. Dodatkowo miała na celu likwidować syjońskich niedobitków i mieszkańców podległych im kolonii. W kosmosie powstała grupa rebeliantów zwana AEUG (Anti Earth Union Group), która wspólnie z ziemską partyzantką o nazwie Karaba ma na celu pozbawić Tytanów władzy i przywrócić porządek.
Historia pokazana jest oczami Kamille'a Bidana, 15-letniego Newtype'a, pilota-amatora z kolonii Green Noa, który wmieszał się w konflikt poprzez bójkę z oficerem Tytanów Jeridem Messą. W międzyczasie grupa członków AEUG pod dowództwem tajemniczego Quattro Bajeeny (naprawdę Chara Aznable) dokonała infiltracji i ataku na Green Noa w celu przechwycenia trzech najnowszych mobili Federacji- Gundamów 2. Jednego z nich kradnie Kamille, który leci wraz z rebeliantami na ich statek. Tytani stawiają AEUG ultimatum- albo Kamille i Char oddadzą Gundamy, albo matka chłopaka zostanie zabita. Doszło do tragedii, w której Jerid przypadkowo zabija matkę Kamille'a, zaś sam Kamille wiedziony żądzą odwetu przyłącza się do AEUG. Kolonia Green Noa otrzymuje nową nazwę- Gryps. Niedługo po Kamille'u do grupy dołącza zdrajczyni Tytanów - Emma Sheen, kapitan Bright Noa oraz przyjaciółka Kamille'a - Fa Yuiry.
Z biegiem czasu wymiar wojny powiększa się. Kamille poznaje wiele osób stojących po obydwu stronach konfliktu, między innymi Hayato Kobayashiego, Amuro Raya oraz swą nieszczęśliwą miłość Four Murasame - dziewczynę przerobioną przez Tytanów na sztucznego Newtype'a. W międzyczasie Kamille otrzymuje zaprojektowanego przez siebie tytułowego Zeta Gundama. Wspólnie z Karabą AEUG dokonuje ataku na kongres w Dakarze i ujawnia złe czyny Tytanów, przez co tracą oni poparcie Federacji i zaczynają szukać go u dawnych wrogów - członków Syjonu, którzy chcieli odbudować swe państwo jako Oś. Wybucha konflikt między Osią a AEUG, dowódca Tytanów zostaje zamordowany przez tajemniczego Paptimusa Scirocco, a opanowana przez Tytanów Gryps zostaje przerobiona na ogromne działo laserowe mające wytępić ich wrogów. Serial kończy się ostateczną wygraną AEUG nad Tytanami, mimo to konflikt z Osią nie został zażegnany. Wojna kończy się tragicznie dla Kamille'a - podczas ostatecznej walki z Scirocco otrzymuje on olbrzymią dawkę fluidów, co powoduje u niego wrastające problemy z psychiką, otępienie, a w końcu niezdolność do poruszania się. Na dodatek Char ginie w walce ze swą byłą dziewczyną i przywódczynią Osi Haman Karn, jednak to tylko pozory.

## Postacie

### AEUG
- Kamille Bidan (カミーユ・ビダン Kamīyu Bidan)
- Fa Yuiry (ファ・ユイリィ Fa Yuirī)
- Char Aznable (シャア・アズナブル Shā Azunaburu)
- Emma Sheen (エマ・シーン Ema Shīn)
- Bright Noa (ブライト・ノア Buraito Noa)
- Reccoa Londe (レコア・ロンド Rekoa Rondo)
- Katz Kobayashi (カツ・コバヤシ Katsu Kobayashi)
- Henken Bekkener (ヘンケン・ベッケナー Henken Bekkenā)
- Apolly Bay (アポリー・ベイ Aporī Bei)
- Roberto (ロベルト Roberuto)
- Torres (トーレス Tōresu)
- Astonaige Medoz (アストナージ・メドッソ Asutonāji Medosso)
- Blex Forer (ブレックス・フォーラ Burekkusu Fōra)
- Shinta i Qum (シンタとクーム Shinta to Kūmu)

### Karaba
- Amuro Ray (アムロ・レイ Amuro Rei)
- Hayato Kobayashi (ハヤト・コバヤシ)
- Beltorchika Irma (ベルトーチカ・イルマ Berutōchika Iruma)
- Kai Shiden (カイ・シデン)
- Stephanie Luio (ステファニー・ルオ Sutefanī Ruo)

### Tytani
- Jerid Messa (ジェリド・メサ Jerido Mesa)
- Bask Om (バスク・オム Basuku Omu)
- Jamitov Hymam (ジャミトフ・ハイマン Jamitofu Haiman)
- Paptimus Scirocco (パプテマス・シロッコ Paputemasu Shirokko)
- Hilda Bidan (ヒルダ・ビダン Hiruda Bidan)
- Franklin Bidan (フランクリン・ビダン Furankurin Bidan)
- Buran Blutarch (ブラン・ブルターク Buran Burutāku)
- Dunkel Cooper (ダンゲル・クーパー Dankeru Kūpā)
- Mouar Pharaoh (マウアー・ファラオ Mauā Farao)
- Four Murasame (フォウ・ムラサメ Fō Murasame)
- Sarah Zabiarov (サラ・ザビアロフ Sara Zabiarofu)
- Kacricon Cacooler (カクリコン・カクーラー Kakurikon Kakūrā)
- Yazan Gable (ヤザン・ゲーブル Yazan Gēburu)
- Rosamia Badam (ロザミア・バダム Rosamia Badam)
- Jamaican Daninghan (ジャマイカン・ダニンガン Jamaikan Daningan)
- Gady Kinsey (ガディ・キンゼー Gadi Kinsē)
- Ted Ayachi (テッド・アヤチ Teddo Ayachi)
- Loren Nakamoto (ローレン・ナカモト Rōren Nakamoto)
- Namicar Cornell (ナミカー・コーネル Namikā Kōneru)
- Gates Capa (ゲーツ・キャパ Gētsu Kyapa)
- Ben Wooder (ベン・ウッダー Ben Uddā)
- Ajis Aziba (アジズ・アジバ Ajisu Ajiba)

### Oś
- Haman Karn (ハマーン・カーン Hamān Kān)
- Mineva Lao Zabi (ミネバ・ラオ・ザビ Mineba Rao Zabi)

### Bezstronni
- Fraw Kobayashi (フラウ・コバヤシ Furau Kobayashi)
- Letz i Kikka (レツとキッカ Retsu to Kikka)
- Mirai Noa (ミライ・ノア Mirai Noa)

## Obsada
- Kamille Bidan: Nobuo Tobita
- Fa Yuiry: Miyuki Matsuoka
- Char Aznable: Shūichi Ikeda
- Emma Sheen: Maya Okamoto
- Bright Noa: Hirotaka Suzuoki
- Amuro Ray: Tōru Furuya
- Reccoa Londe: Masako Katsuki
- Jerid Messa: Kazuhiko Inoue
- Paptimus Scirocco: Bin Shimada
- Yazan Gable: Hōchū Ōtsuka
- Apolly Bay: Hiroyuki Shibamoto
- Roberto: Kōzō Shioya
- Blex Forer: Takaya Tōdō
- Shinta: Chika Sakamoto
- Qum: Mayumi Shō
- Henken Bekkener: Jūrōta Kosugi
- Beltorchika Irma: Maria Kawamura
- Fraw Kobayashi: Rumiko Ukai
- Hayato Kobayashi: Kiyonobu Suzuki
- Katz Kobayashi: Keiichi Nanba
- Kai Shiden: Toshio Furukawa
- Hilda Bidan: Gara Takashima
- Franklin Bidan: Ikuya Sawaki
- Sara Zabiarov: Yūko Mizutani
- Four Murasame: Saeko Shimazu
- Wong Lee: Kazumi Tanaka
- Bask Om: Daisuke Gōri
- Mouar Pharaoh, Haman Karn: Yoshiko Sakakibara
- Jamitov Hymem: Masaru Ikeda, Tomomichi Nishimura
- Rosamia Badam: Kayoko Fujii
- Mineva Lao Zabi: Miki Itō
- Jamaicon Daninghan: Keaton Yamada
- Gates Capa: Kazuki Yao
- Kacricon Cacooler: Kōji Totani
- Lila Mira Lila: Kimie Sawaki
- Buran Blutarch: Hidetoshi Nakamura